# Spider-Man 3 (ścieżka dźwiękowa)
Spider-Man 3: The Official Soundtrack – soundtrack filmu Spider-Man 3, wydany 1 maja 2007 roku. Strona internetowa albumu umożliwia wysłuchanie pierwszego utworu z płyty. W przeciwieństwie do dwóch pierwszych ścieżek dźwiękowych filmów o Spider-Manie, ta nie zawiera muzyki skomponowanej przez Christophera Younga, która pojawiła się w obrazie. 
Wyłącznie na oficjalnej stronie internetowej soundtracku dostępna jest specjalna edycja albumu, która dodatkowo zawiera: bonusową piosenkę „Theme From Spider-Man” w wykonaniu The Flaming Lips, książkę na temat filmu oraz pięć kolekcjonerskich kart filmowych.
Album zadebiutował na miejscu #33 notowania Billboard 200, rozchodząc się w pierwszym tygodniu sprzedaży w ilości 21,000 egzemplarzy.

## Lista utworów
- 1. „Signal Fire” Snow Patrol
- 2. „Move Away” The Killers
- 3. „Sealings” Yeah Yeah Yeahs
- 4. „Pleased to Meet You” Wolfmother
- 5. „Red River” The Walkmen
- 6. „Stay Free” Black Mountain
- 7. „The Supreme Being Teaches Spider-Man How to Be in Love” The Flaming Lips
- 8. „Scared of Myself” Simon Dawes
- 9. „The Twist” Chubby Checker
- 10. „Sight Lines” Rogue Wave
- 11. „Summer Day” Coconut Records
- 12. „Falling Star” Jet
- 13. „Portrait of a Summer Thief” Sounds Under Radio
- 14. „A Letter from St. Jude” The Wyos (Wasted Youth Orchestra)
- 15. „Small Parts” The Oohlas

Europejska wersja albumu zawiera również piosenkę „Cut Off the Top (Timo Maas Dirty Rocker Remix)” Beatsteaks. Jest ona piątym utworem na płycie, między „Pleased to Meet You” i „Red River”.